# Fortunato Ilario Carafa della Spina
Fortunato Ilario Carafa della Spina (Nápoles, 16 de abril de 1631 - Portici, 16 de janeiro de 1697) foi um cardeal do século XVII

## Biografia
Nasceu em Nápoles em 16 de abril de 1631. Da família dos príncipes della Roccella. Oitava dos quinze filhos de Girolamo Carafa della Spina, príncipe de Roccella e do Sacro Império Romano, e Diana Vettori, sobrinha do Papa Paulo V, por parte de mãe. Os outros irmãos eram Fabrizio, Carlo (cardeal), Gregorio (grão-mestre da Ordem Soberana de Malta em 1680), Giacomo (arcebispo de Rossano), Scipione (bispo de Aversa), Francesco Maria (clérigo regular), Francesco, Margherita, Maria Felice (uma freira), Francesca e quatro outras crianças. Irmão do Cardeal Carlo Caraffa della Spina(1664). Sobrinho de Simeone Caraffa, arcebispo de Messina. Sua mãe o nomeou Afortunado por causa da boa sorte da previsão do Servo de Deus Padre Francesco Olimpio, Theat., de que a criança seria cardeal. Outros cardeais da família foram Filippo Carafa (1378); Oliviero Carafa (1467); Gianvincenzo Carafa (1527); Carlo Carafa (1555); Diomede Carafa (1555); Alfonso Carafa (1557); Antonio Carafa (1568); Decio Carafa (1611); Carlo Carafa della Spina (1664); Pier Luigi Carafa, sênior (1645) (1645); Pierluigi Carafa, júnior (1728); Francesco Carafa della Spina di Traetto (1773); Marino Carafa do Belvedere (1801); e Domenico Carafa della Spina di Traetto (1844).. Seu sobrenome também está listado apenas como Carafa.
Vigário geral da arquidiocese de Messina.
Criado cardeal presbítero no consistório de 2 de setembro de 1686, com dispensa por ainda não ter recebido as ordens menores; recebeu o chapéu vermelho e o título de Ss. Giovanni e Paolo, 7 de julho de 1687. Concedeu permissão para receber as ordens sagradas fora das Têmporas e sem intervalos entre elas, em 16 de setembro de 1686.
Eleito bispo de Aversa, 7 de julho de 1687. Consagração, 5 de outubro de 1687, Roma, igreja carmelita de Montesanto, pelo cardeal Savo Millini, coadjuvado por Francesco Pannocchieschi d'Elci, arcebispo de Pisa. Participou do conclave de 1689, que elegeu o papa Alexandre VIII. Participou do conclave de 1691, que elegeu o Papa Inocêncio XII. Legado em Romandiola, 9 de março de 1693; renunciou à legação um ano depois. Representante da Espanha perante a Santa Sé para os assuntos do vice-reinado de Nápoles.
Morreu em Portici em 16 de janeiro de 1697, por volta das 8h, de uma apoplexia, em Pórticos, perto de Nápoles. Exposto e enterrado na catedral de Aversa.